# Acanalonia conica
Acanalonide conique
Espèce
Acanalonia conica, l’Acanalonide conique, est une espèce de Fulgores de la famille des Acanaloniidae, présente en Amérique du Nord et en Europe. Sa répartition d'origine couvre une grande partie des États Unis d'Amérique, et elle a été introduite en Europe, observée pour la première fois en Italie en 2003. Elle s'est répandue en Europe depuis, y compris en France à partir de 2020,.

## Description
Les larves sont de couleur brune et ont une forme bossue typique, ou généralement plus sphérique. Elles sont recouvertes de longs filaments cireux blancs. Les adultes sont vert vif, avec une tête conique et des yeux rouge vif. Leurs ailes antérieures présentent un réseau visible de veines.

## Systématique
Le nom valide complet (avec auteur) de ce taxon est Acanalonia conica (Say, 1830).
L'espèce a été initialement classée dans le genre Flata sous le protonyme Flata conica Say, 1830,.
Ce taxon porte en français le nom vernaculaire ou normalisé suivant : Acanalonide conique.
Acanalonia conica a pour synonymes :
- Acanalonia paminae Fowler, 1901
- Acanalonia panimae Fowler, 1900
- Acanonia conica Schaum, 1850
- Chlorochara conica Say, 1830
- Chlorochroa conica Forbes & Hart, 1900
- Flata conica Say, 1830
- Poeciloptera conica Walker, 1852

### Publication originale
- (en) Thomas Say, « Descriptions of new North American Hemipterous Insects, belonging to the first family of the section Homoptera of Latreille », Journal of the Academy of Natural Sciences of Philadelphia, Philadelphie, Mifflin & Parry, vol. 6,‎ 1830, p. 235-244 (ISSN 0885-3479, OCLC 1460713, lire en ligne).

## Répartition et habitat
Cette espèce connaissait à l'origine une répartition dans le Néarctique, mais a été observée dans le Nord de l'Italie pour la première fois en 2003. Elle a ensuite été trouvée en Slovénie, Suisse, France, Hongrie, Autriche, Roumanie, ainsi qu'en Slovaquie, Bulgarie, Serbie et en Turquie.
En France, son observation n'a été attestée que dans quatre départements. D'abord dans la Haute-Garonne et dans l’Aube en 2020, en Charente-Maritime en 2021 et 2022, puis dans le Haut-Rhin en 2023.

## Écologie
Acanalonia conica est connue pour être une espèce très polyphage, capable de se développer sur de nombreuses plantes hôtes. Elle est notamment capable de se développer sur la vigne et l'olivier, ce qui en fait un potentiel ravageur de culture. 
Depuis son introduction en Italie, il a été observé qu'elle forme des populations très denses, sans doute plus que dans sa zone d'origine. En se basant sur sa similarité avec une autre espèce introduite en Europe, Metcalfa pruinosa, il a été estimé probable qu'elle se propage davantage en Europe et qu'elle nuise à la culture de plusieurs plantes.
Dans son aire de répartition d'origine, A. conica vit très souvent en association avec trois espèces de Fulgores de la famille des Flatidae.
L'espèce n'a qu'une seule génération par an (univoltine). Les œufs sont pondus en été et en automne, enfermés individuellement dans des concavités découpées à l'intérieur du tissu ligneux de la plante hôte. Les larves et les adultes produisent un miellat abondant.

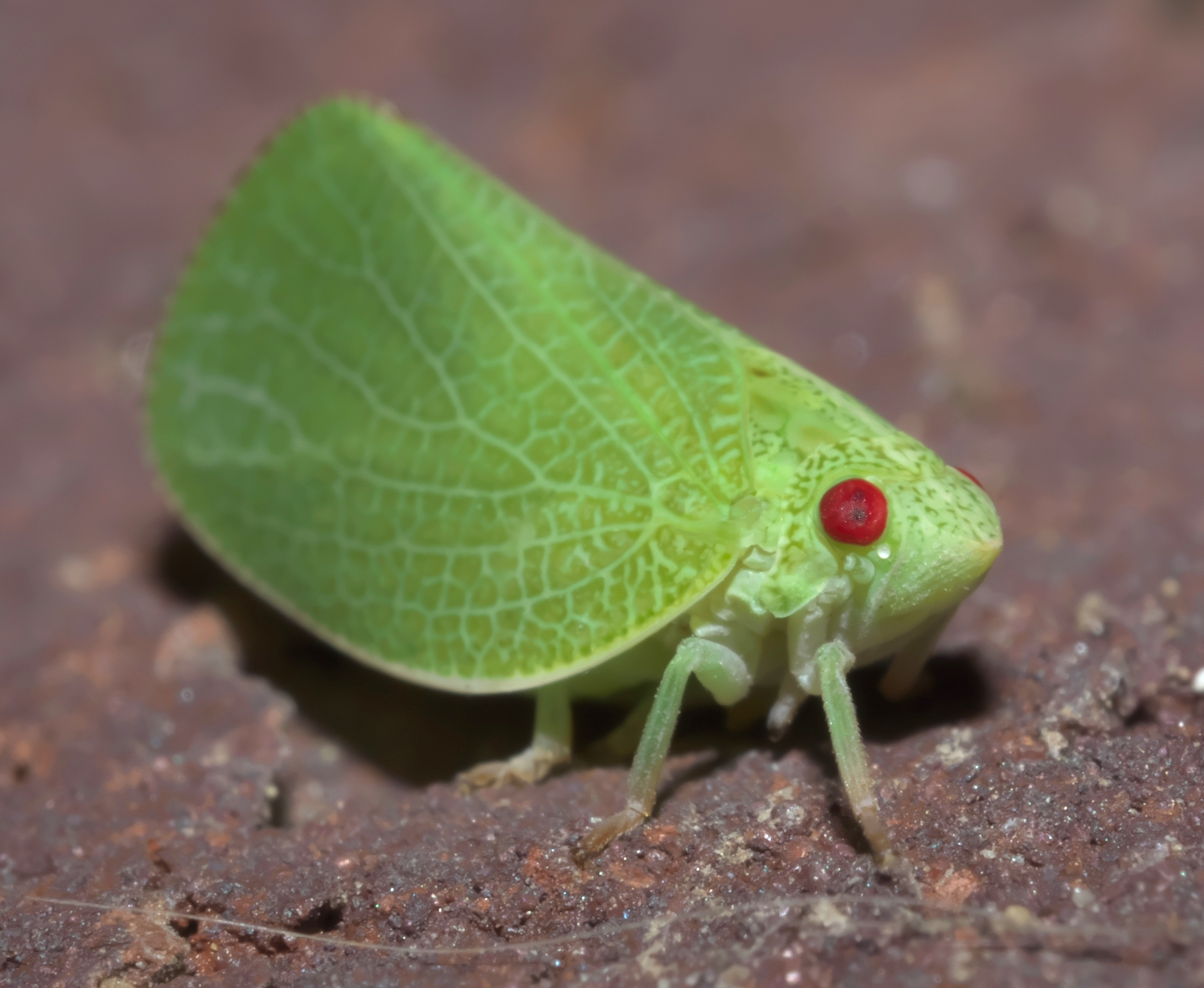
Acanalonia conica